# Gignese
Gignese is een gemeente in de Italiaanse provincie Verbano-Cusio-Ossola (regio Piëmont) en telt 913 inwoners (31-12-2004). De oppervlakte bedraagt 14,9 km², de bevolkingsdichtheid is 61 inwoners per km².
De volgende frazioni maken deel uit van de gemeente: Alpino Cignese, Nocco, Vezzo.

## Demografie
Gignese telt ongeveer 465 huishoudens. Het aantal inwoners daalde in de periode 1991-2001 met 7,2% volgens cijfers uit de tienjaarlijkse volkstellingen van ISTAT.
| Jaar | Inwoneraantal |
| ---- | ------------- |
| 1991 | 850           |
| 2001 | 789           |

## Geografie
De gemeente ligt op ongeveer 707 m boven zeeniveau.
Gignese grenst aan de volgende gemeenten: Armeno (NO), Brovello-Carpugnino, Omegna, Stresa.